# Kennard (Teksas)
Kennard – miasto w Stanach Zjednoczonych, w stanie Teksas, w hrabstwie Houston.